# غاز الجنوب (تونس)

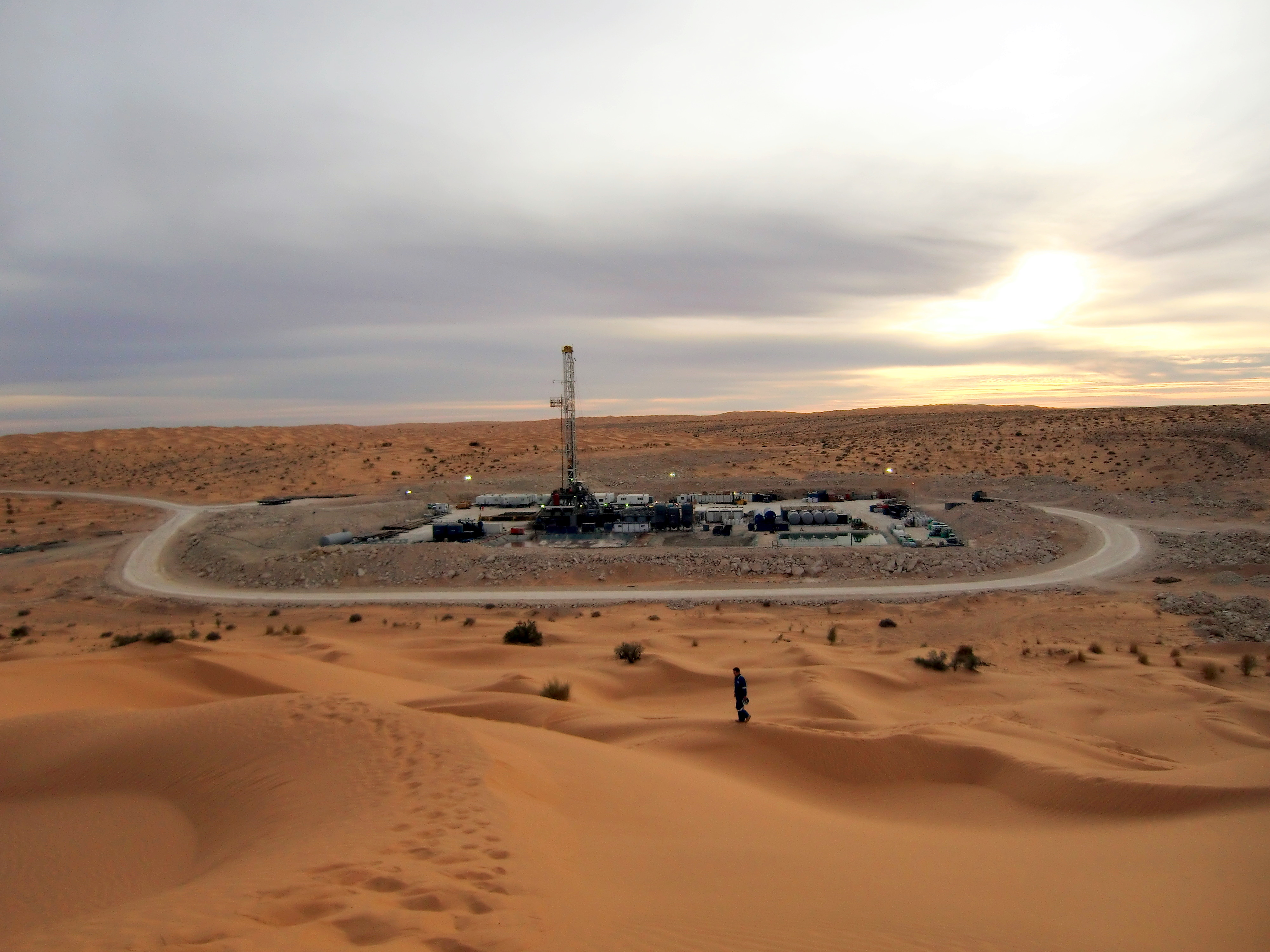
البئر الغاز فلة 1 في حقل نوارة

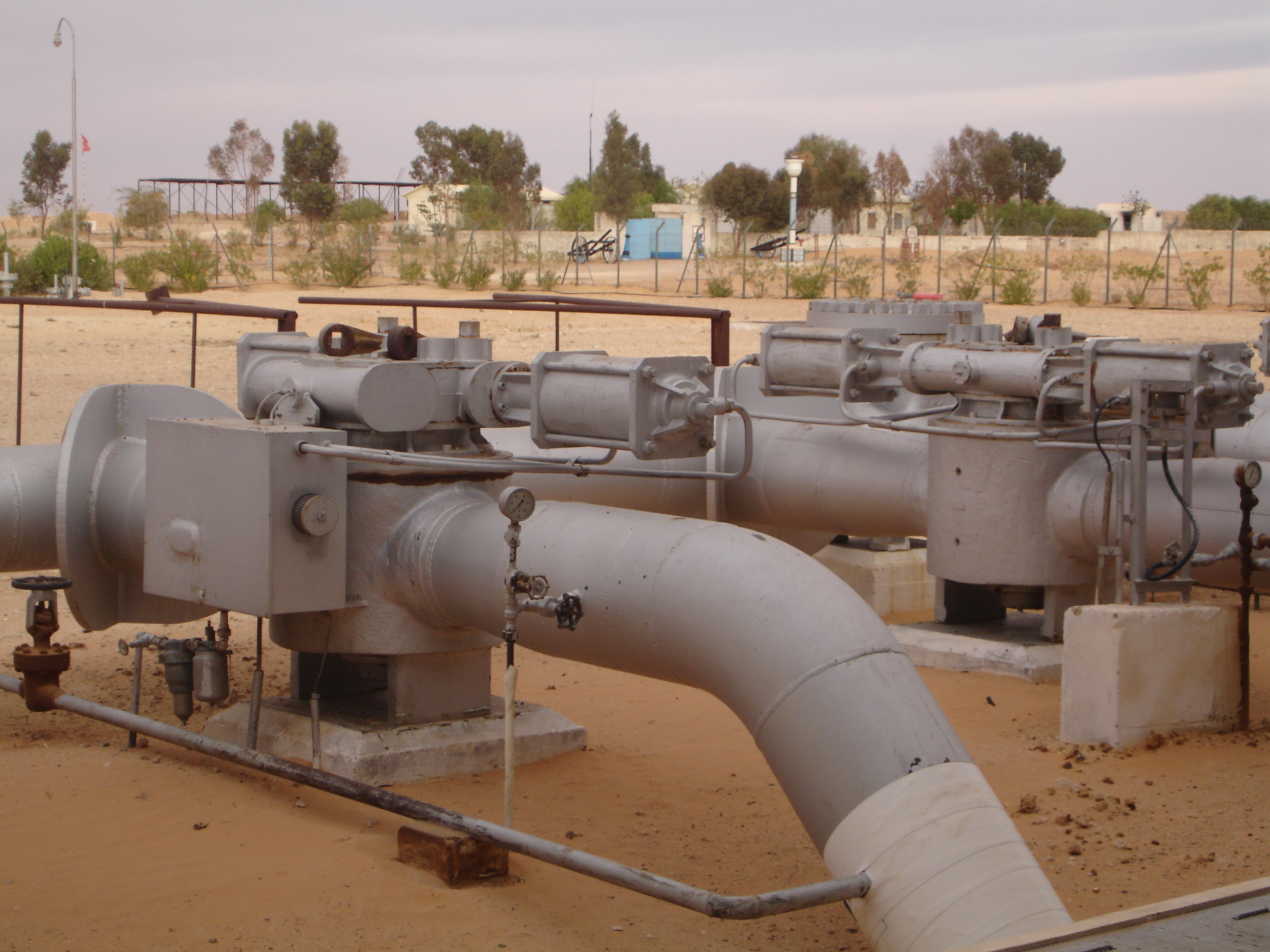
خطوط أنابيب في حقل نوارة

مشروع غاز الجنوب  (بالفرنسية: Gaz du Sud) هو مشروع تقرر عقب اجتماع مجلس الوزراء في تونس في 5 مارس 2014، يتمثل في إنشاء خط أنابيب نقل موائع ووحدتي إنتاج في ولاية قابس وولاية تطاوين. إنطلق إنجاز المشروع في 2016 ودخل حيز العمل في 2020. 
خط الأنابيب يبدأ في حقل نوارة في جنوب ولاية تطاوين ويذهب حتى ولاية قابس. خط أنابيب آخر يبدأ من قرية كمور (40 كم على مدينة رمادة).
الشركة المشغلة للمشروع هي أو إم في النمساوية.

## مشروع تطوير نوارة
تقرر إنجاز مشروع غاز الجنوب عقب اجتماع وزاري انعقد في مارس 2014 ويتمثل هذا المشروع في انجاز أنبوب لنقل الغاز ومحطتي معالجة الأولى في تطاوين والتالية في قابس.

## تاريخ وأهداف المشروع
في 2003 تم منح رخصة جنين الجنوبية للشركة التونسية للأنشطة البترولية ETAP والشركة النمساوية الأصل أو أم في OMV. تنص الإتفاقية على أن مصاريق الإستكشاف والبحث عن المحروقات والمخاطرة تتحملها شركو OMV بالكامل.
تم اكتشاف حقل «نوارة» التابع لرخصة الاستكشاف «جنين الجنوبية» (جنوب ولاية تطاوين) سنة 2006. وذلك إثر عمليات حفر نتج عنهما ثمانية أبار ناجحة في عام سنة 2010. تم بعدها اسناد رخصة امتياز استغلال «نوارة» إلى شركتا ETAP وأ.م.في أو إم في من قبل وزارة الصناعة التونسية.
هذا ولنقل الغاز المكتشف والممكن اكتشافه في المستقبل المقدر أنذاك ب4 مليون متر مكعب في اليوم، تم تكوين ائتلاف في سنو 2008 متكون من شركة ETAP ،OMV، إنيENI وشركة بيونير للمصادر الطبيعية Pioneer Natural Resources، الا أن شركة اني ENI غادرت المشروع في أواخر 2012 ووقع اشتراء بيونير Pioneer كليا من طرف شركة «أو ام في» في تونس سنة 2011. ويتمثل المشروع في بناء انبوب غاز يمتد من حقل «نوارة» إلى مدينة قابس على طول 370 كم أين سيقع إحداث منشاة لمعالجة الغاز ويقدر الإنتاج اليومي ب2 مليون متر مكعب من الغاز التجاري يوميا (نصف الكميات المقدرو لسنة 2008).
في أبريل 2012، قامت الحكومة التونسية، بصفة أحادية، بتحوير مكان الوحدات ومسار خط الأنابيب حتى يشمل مدينة تطاوين. لأنّ المسار الجديد من شأنه أن يجعل المشروع أكثر تعقيدا من الناحية التقنية وغير مجد اقتصاديا، وتبعا لذلك وافقت الحكومة على مواصلة اتباع مسار الانبوب الاصلي مع بناء وحدة معالجة الغاز ب«قابس» في فبراير 2013.
أعلنت الحكومة في مارس 2014 أنها ستقوم ببناء خط فرعي إلى مدينة تطاوين لتلبية الطلب المحلي من الغاز الطبيعي ومحطة لمعالجة الغاز ومحطة لتعبئة قوارير الغاز بتطاوين.
مشروع تطوير حقل نوارة هو مشروع استراتيجي هام لتونس يسمح بإنتاج احتياطيات الغاز المكثف نوارة وتطوير موارد غاز يمكن اكتشافها في الجنوب التونسي. بالنسبة لOMV يمثل هذا المشروع المشترك بالتناصف بينها وبين الشركة التونسية للأنشطة البترولية جزء مهم من مسيرة نموها وفي إطار أعمالها الدولية.

## خط أنابيب الشركة التونسية للانشطة البترولية المخصص لتطاوين
في أبريل 2012، قررت الحكومة تغيير موقع المرافق ومسار خط الانابيب لتشمل مدينة تطاوين. لكن وكما تم تغييرها لتكون مجدية من الناحية الاقتصادية، في فبراير 2013، وافقت الحكومة على العودة إلى المسار الأصلي وتحديد موقع محطة المعالجة في قابس، كما كان مقررا سابقا.
في مارس عام 2014 ولتلبية مطالب المنطقة، أعلنت الحكومة عن خطط لبناء خط حافزا لمدينة تطاوين، جنبا إلى جنب مع محطة لمعالجة الغاز الجديد. مما قدرة 600,000 م3/د، بما في ذلك وحدة تعبئة غاز البترول المسال، ومحطة خلق مجموعة من فرص عمل جديدة للمناطق المحيطة بها.

## مكونات المشروع
عقب الموافقة على خطة التطوير من قبل الإدارة العامة للطاقة (DGE) في ماي 2013، يحتوي مشروع تطوير حقل نوّارة ثلاثة مراحل اجزاء:
- منشاة لمعالجة الغاز في حقل نوّارة بولاية تطاوين. - الانتهاء منه بحلول أكتوبر 2016
- خط أنابيب الغاز (24، 370 كم) من نوّارة إلى قابس جنوب البلاد التونسية بسعة 24 بوصة. - الانتهاء منه بحلول أكتوبر 2016
- وحدة معالجة الغاز (و.م.غ) في قابس لإنتاج منتوجات غاز البترول السائل والغاز الطبيعي. - الانتهاء منه بحلول أكتوبر 2016
- إستثمار إضافي من قبل الدولة التونسية لفائدة ولاية تطاوين: أنبوب غاز يربط بن موقع كمور بتطاوين المدينة، وحدة إنتاج غاز البتزرل السائل والغاز الطبيعي طاقتها 600,000 متر مكعب من الغاز الطبيعي يوميا ووحدة تعليب لقوارير الغار المنزلية. - الانتهاء منه بحلول أكتوبر 2016

و سيمكن مشروع تطوير حقل نوارة من معالجة احتياطيات الغاز المكثف نوارة وتوفير خط أنابيب سيمكن من استيعاب كميات الغاز الممكن اكتشافها في المستقبل إلي جانب ربط ولاية تطاوين مع شبكة الغاز الطبيعي عبر استثمار مبلغ إضافي من الحكومة التونسية لتوفير مواطن شغل في تطاوين.

## الفوائد التي تعود على الاقتصاد التونسي
- خلق فرص عمل: سوف تستمر أعمال البناء سنتين إلى ثلاث سنوات، وتخلق أكثر من 1,000 فرصة عمل مؤقتة و200 فرصة عمل دائمة، لكل من العمال المهرة وغير المهرة.
- الدخل المالي العالي: فإن الأثر المالي للميزانية التونسية أن تكون كبيرة، والناجمة عن عائدات الغاز وارتفاع الضرائب.
- إنشاء صناعة الطاقة باعتبارها العمود الفقري للنمو الاقتصادي: من خلال تطوير مواردها الوطنية، وتقليل تونس من اعتمادها على واردات الطاقة وزيادة الناتج المحلي الإجمالي من خلال إنشاء صناعة الطاقة المحلية. خط أنابيب الغاز الرئيسي لديه القدرة تصميم لمدة تصل إلى 10 ملايين م3 / د، وبالتالي تمكين إنتاج كمية إضافية من الغاز في المستقبل من اكتشافات الغاز الجديدة المحتملة في جنوب تونس.

## الوضعية الحالية للمشروع
المالية:
- منحت المشروع OMV الداخلي قرار الاستثمار النهائي مارس 2014
- تم التوقيع التمويل المشترك وبنك الاستثمار الأوروبي في مارس أكتوبر عام 2014، مع OMV وETAP.

العقود EPCC:
- جميع 3 EPCC الرئيسية للعقد وقعت في أوت عام 2014 على النحو التالي:
  - مرافق المعالجة المركزية (CPF) - اتحاد بوشماوي/ ماكس شترايشر
  - خط الغاز - اتحاد بوشماوي / ماكس شترايشر
  - محطة لمعالجة الغاز (GTP) - اتحاد ABB - TDE

بدأ المقاولون الأعمال الهندسية. التعبئة والموقع في وقت مبكر يعمل المخطط بحلول نهاية عام 2014: خط الأنابيب:
- بعد مناقصة دولية، تم منح عقد شراء خط الصمامات لصالح أل أف أف شركة البريطانية.90٪ منها كاملة، ومن المقرر تسليمها إلى الموقع في فيفري 2015
- بعد مناقصة دولية، تم منح عقد شراء خط الأنابيب إلى شركة يونانية كورنثوس. وقع تصنيع 100٪ كاملة حتى الآن؛ جاهزة للتسليم الموقع، مع وصول أول شحنة في ميناء قابس في نهاية نوفمبر عام 2014، الشحنة الثانية خططت لتصل الاسبوع الشاني من ديسمبر 2014.

GTP قابس:
- السياج والحراسة حول الموقع كاملة
- موقع GTP وقع تسليمه إلى مقاول GTP EPCC في أكتوبر 2014
- تعبئة الموقع من مقاول EPCC والبناء لتبدأ في ديسمبر 2014
- معالجة الغاز الأول المتوقع: نهاية 2016

CPF نوارة:
- التاريخ الفعلي للعقد أي عقد التوقيع: 18 أوت 2014.
- هندسية كاملة: 18 أوت 2015.
- الميكانيكية إكمال: 18 أفريل 2016.
- استعداد لبدء التشغيل: 5 ماي 2016.
- القبول المؤقت (PAC): 4 جويلية 2016.
- أصدرت جميع الوثائق النهائية بما في ذلك مخططات الصنع: 18 أوت 2016.

## مقالات ذات صلة
- الطاقة في تونس
- غاز الجنوب (العراق)

### وصلات خارجية
- موقع OMV في تونس.
- مجلس الوزراء يقر مشروع غاز الجنوب.
- OMV Woldwide Activitites - Tunisia.